# Long Thành, Triều Dương
Long Thành (chữ Hán giản thể: 龙城区, âm Hán Việt: Long Thành khu) là một quận của địa cấp thị Triều Dương, tỉnh Liêu Ninh, Cộng hòa Nhân dân Trung Hoa. Quận Long Thành có diện tích 346 km², dân số 170.000 người. Mã số bưu chính của Long Thành là 122000. Về mặt hành chính, quận này được chia thành 4 nhai đạo biện sự xứ, 4 trấn, 2 hương. Chính quyền nhân dân quận đóng ở số 8, đại lộ Trung Sơn.
- Nhai đạo biện sự xứ: Mã Sơn, Hướng Dương, Tân Hoa, Bán Lạp Sơn.
- Trấn: Thất Đạo Tuyền Tử, Tứ Đại Doanh Tử, Chiêu Đô Ba, Hòa Đại Bình Phòng.
- Hương: Biên Trượng Tử, Hòa Liên Hợp.